# Gaylussacia baccata
Espèce
Classification phylogénétique
Gaylussacia baccata, appelé communément gaylussaquier à fruits bacciformes, est une espèce de plante à fleurs du genre Gaylussacia et de la famille des Ericaceae d'origine nord-américaine.

## Description
Gaylussacia baccata ressemble beaucoup aux plantes du genre Vaccinium, notamment Vaccinium membranaceum, avec lesquels il pousse dans les mêmes habitats. Cependant, il peut être facilement identifié par les nombreux points de résine sur le dessous des feuilles qui brillent lorsqu'ils sont maintenus à la lumière. Gaylussacia baccata est un arbuste atteignant 150 cm de haut, formant de vastes colonies. Les fleurs sont en groupes pendants de 3 à 7, orange ou rouge, en forme de cloche. Les baies sont bleu foncé, presque noires, rarement blanches.

## Répartition
On trouve Gaylussacia baccata à l'Est du Canada et les Grands Lacs, le Midwest et le Nord-Est des États-Unis, les Appalaches, les vallées de l'Ohio, du Mississippi et Tennessee et le Sud-Est des États-Unis. L'aire de répartition s'étend de Terre-Neuve à l'ouest au Manitoba et au Minnesota, au sud jusqu'à l'Arkansas, l'Alabama et la Géorgie. Il est présent à Saint-Pierre-et-Miquelon.

## Écologie
Les chenilles de Callophrys augustinus, Sphinx gordius, du lutin des bleuets, de Paonias astylus, Coleophora gaylussaciella (en), Coleophora multicristatella (en), Phyllonorycter diversella, Acleris curvalana se nourrissent des feuilles. L'abeille Colletes validus (en) se nourrit du pollen.
Les baies sont comestibles, douces et savoureuses.

## Gastronomie
On mange les baies crues, en gelée ou cuites dans des crêpes, des muffins et de nombreux autres gâteaux.